# Iglesia católica en Siria

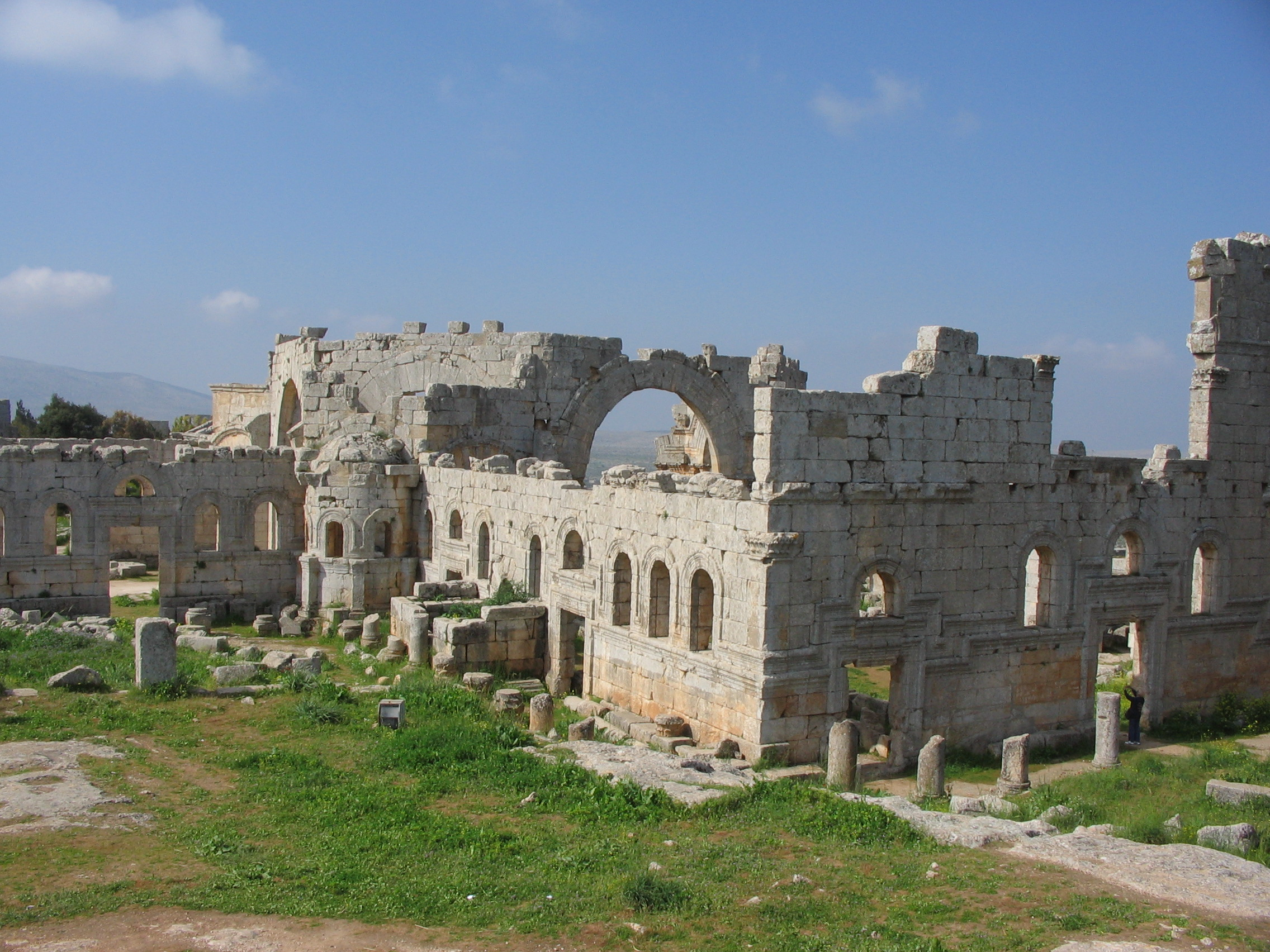
Iglesia de San Simeon, Siria

La Iglesia católica está presente en Siria, donde cuenta con 368.000 fieles (incluidos sus refugiados en diáspora), aproximadamente el 2% de la población total. Estos pertenecen a distintas Iglesias sui iuris que forman parte de la Iglesia católica, entre las que se encuentran la Iglesia católica armenia, la Iglesia católica caldea, la Iglesia católica siria, la Iglesia católica maronita y la Iglesia católica melquita además de la Iglesia latina, y existen además otras independientes pero de afines jurisdicciones, para los fieles de cada Iglesia.
Todos los obispos son miembros de la Asamblea nacional de los Ordinarios Católicos en Siria y de la (gran) Conferencia Episcopal regional para los países Árabes. Los obispos Católicos orientales también pertenecen al (internacional) sínodo de su patriarcado u otra iglesia específica.
La principal rama Cristiana católica en Siria es Iglesia greco-melquita católica, iglesia católica en comunión con el Papa de Roma, líder Patriarcado de Antioquía de los melquitas actual: José I Absi.

## Diócesis[1]

### Iglesias católicas orientales
Rito bizantino
- Patriarcado de Antioquía de los melquitas
- Archieparquía de Alepo de los melquitas
- Archieparquía de Bosra y Haurán
- Archieparquía de Damasco de los melquitas
- Archieparquía de Homs de los melquitas
- Archieparquía de Latakia de los melquitas

Ritos antioquenos
Maronitas (no metropolitanos)
- Archieparquía de Alepo de los maronitas
- Archieparquía de Damasco de los maronitas
- Eparquía de Latakia de los maronitas (Lattaquié)

Católica siriaca
- Archieparquía de Damasco de los sirios (Metropolitana)
- Archieparquía de Homs de los sirios (Metropolitana)
- Archieparquía de Alepo de los sirios
- Archieparquía de Hasaka-Nísibis

Rito armenio (no metropolitano)
- Archieparquía de Alepo de los armenios
- Eparquía de Qamishli
- Exarcado patriarcal de Damasco

Rito Siro-Oriental (no Archieparquía)
- Eparquía de Alepo de los caldeos

### Iglesia latina
Rito romano
- Vicariato apostólico de Alepo (exento de jurisdicción católica misionera)

## Catedrales[2]
- Catedral de Nuestra Señora de la Asunción (Archieparquía de Bosra y Haurán)
- Catedral de Nuestra Señora de Latakia (Diócesis católica Maronita de Lattaquié)
- Catedral de Nuestra Señora de la Anunciación (Arquidiócesis católica Greco-Melquita de Lattaquié)
- Catedral de Nuestra Señora de la Asunción (Arquidiócesis católica Siriaca de Aleppo)
- Catedral de San Francisco de Asís (Vicariato apostólico de Alepo)
- Catedral del Espíritu Santo (Arquidiócesis católica siria de Homs)
- Catedral de Nuestra Señora de los Relieves (Arquidiócesis católica Armenia de Aleppo)
- Iglesia de la Reina del Universo (Exarcado Patriarcal católico Armenio de Damas)
- Catedral Greco-Melquita de Nuestra Señora de la Paz (Archieparquía de Homs de los melquitas)
- Catedral Greco-Melquita de la Virgen María (Archieparquía de Alepo de los melquitas)
- Patriarcado Greco-Melquita de la Catedral de la Dormición de la Virgen (Patriarcado de Antioquía de los melquitas)
- Catedral Maronita (Arquidiócesis católica Maronita de Damas)
- Catedral Maronita de San Elías (Arquidiócesis católica Maronita de Aleppe)
- Catedral de San José (Diócesis católica Caldea de Aleppe)
- Catedral Católica Siriaca (Arquidiócesis católica Siriaca de Damas)

## Papas sirios
Siete papas de Siria ascendieron al trono pontificio,
muchos de ellos vivían en Italia. El papa Gregorio III fue el último papa que había nacido fuera de Europa hasta la elección del papa Francisco en el año 2013.
| Número de orden | Pontificado                                                        | Retrato | Nombre (en español/EN LATÍN)            | Nombre propio                  | Lugar de nacimiento                          | Notas |
| --------------- | ------------------------------------------------------------------ | ------- | --------------------------------------- | ------------------------------ | -------------------------------------------- | --- |
| 1               | 30/33 – 64/67 (aprox. 34-37 años)                                  |         | San Pedro Papa PETRUS                   | Simón Bar-Jona                 | Betsaida, Galilea, Imperio romano            | San Pedro era originario de la aldea de Betsaida, Galilea, Siria, Imperio romano. Uno de los doce apóstoles de Jesús, de quien recibió las llaves del Reino de Dios, según la Biblia (Mateo 16:18–19). Murió crucificado boca abajo. Sus fiestas son el 29 de junio (Fiesta de los Santos Pedro y Pablo) y el 22 de febrero (Cátedra de San Pedro). La Iglesia católica lo reconoce como el primer papa, designado por Cristo. También venerado como santo en las Iglesias orientales, con fiesta el 29 de junio. |
| 11              | 155-166 (aprox. 11 años)                                           |         | San Aniceto Papa ANICETUS               | Aniceto (en latín: Anicetus)   | Emesa, Siria, Imperio romano                 | Prohibió el uso del cabello largo entre los clérigos y fijó la Pascua de Resurrección una semana después de la que celebran los judíos. Es considerado mártir; su fiesta es el 20 de abril para Occidente, y el 17 de abril para Oriente. |
| 82              | 23 de julio de 685-2 de agosto de 686 (1 año y 10 días)            |         | Juan V Papa IOANNES Quintus             | Desconocido                    | Antioquía, Siria (Imperio bizantino)         | |
| 84              | 15 de diciembre de 687-8 de septiembre de 701 (13 años y 267 días) |         | San Sergio I Papa SERGIUS               | Desconocido                    | Palermo, Sicilia, Italia (Imperio bizantino) | Sergio nació en Sicilia, pero era de padres sirios. Venerado por la Iglesia católica y las Iglesias ortodoxas. Su fiesta es el 8 de septiembre. |
| 87              | 15 de enero de 708-4 de febrero de 708 (21 días)                   |         | Sisinio Papa SISINNIUS                  | Desconocido                    | Siria (Califato rashidun)                    | |
| 88              | 25 de marzo de 708-9 de abril de 715 (7 años y 15 días)            |         | Constantino Papa COSTANTINUS            | Desconocido                    | Siria (Califato omeya)                       | Último en realizar una visita papal a Grecia hasta Juan Pablo II en 2001. |
| 90              | 18 de marzo de 731-28 de noviembre de 741 (10 años y 255 días)     |         | San Gregorio III Papa GREGORIUS Tertius | Gregorio (en latín: Gregorius) | Siria (Califato omeya)                       | Tercer papa en llevar el mismo nombre que su antecesor inmediato. Venerado por la Iglesia católica y la Iglesia ortodoxa. Su fiesta es el 10 de diciembre. |